# TTDPatch
TTDPatch je malý počítačový program vyvíjený Josefem Drexlerem od roku 1999, aby opravil a rozšířil 
počítačovou hru Transport Tycoon Deluxe. Brzy se rozšířil a dnes existuje skupina lidí, zabývajících se rozšiřováním 
jejích herních možností. 

## Rozšíření
Asi nejvýznamnějším rozšířením je možnost přidávat nové sady vozidel a grafiku. K tomu je využito rozšíření formátu GRF, ve kterém byla distribuována původní grafika.
Některé další výhody: 
- možnost grafického rozlišení více než původních 640x480
- možnost stavět mosty ve větší výšce než jedno políčko nad zemí
- možnost budování tratí napříč svahem
- zvětšení maximálního počtu dopravních prostředků
- možnost stavby delších vlaků a zastávek
- průjezdná autobusová zastávka na silnici (vedle původní, do které se zajíždí)

## Oprava chyb
TTD nebylo možné spustit na Windows 2000 nebo Windows XP, TTDPatch to umožňuje. Rovněž opravil možnost ničení nikomu nepatřících objektů (nikoli průmyslových staveb) a některé další chyby.

## Multiplayer
Stabilní hra více hráčů není ani zde umožněna. Hra se desynchronizuje, což vede k jejímu pádu. Proto hráči preferují OpenTTD[zdroj?], který je v tomto ohledu pokročilejší.